# Kachchh (huyện)
Huyện Kachchh là một huyện thuộc bang Gujarat, Ấn Độ. Thủ phủ huyện Kachchh đóng ở Bhuj. Huyện Kachchh có diện tích 45652 ki lô mét vuông. Đến thời điểm năm 2001, huyện Kachchh có dân số 1526321 người.

## Lịch sử
Lịch sử của Kutch có từ thời tiền sử. Có một số địa điểm liên quan đến nền văn minh thung lũng Indus trong khu vực và được nhắc đến trong thần thoại Hindu. Trong thời gian lịch sử, Kutch được đề cập trong các văn bản Hy Lạp trong thời gian đoạn Alexander.